# Helena de Constantinoble
Flavia Iulia Helena, també coneguda com a Santa Helena i Helena de Constantinoble (248 – 329) nascuda probablement a Drepanum (abans de ser anomenada Hel·lenòpolis) en el golf de Nicomèdia, va ser la primera dona de Constanci Clor i mare de Constantí I el Gran. És venerada com a santa a la majoria de confessions cristianes.

## Vida
D'origen humil (se la tenia per filla d'un masover), una llegenda posterior (esmentada per Geoffrey de Monmouth) afirmava que era filla del rei britó Coel, que s'hauria aliat amb Constantí per evitar més guerres entre els britons i Roma.
Quan el seu marit Constanci Clor fou nomenat cèsar per Dioclecià el 292, es va veure obligat a repudiar-la per casar-se amb Teodora, fillastra de Maximià.
El fill d'Helena Constantí va esdevenir després emperador de Roma, i a causa d'això ella va tenir presència a la cort imperial, va rebre el títol d'augusta i fou tractada amb els màxims honors. Es feu cristiana a petició del seu fill i va fer una peregrinació a Terra Santa on suposadament va descobrir el sepulcre de Crist amb un tros de la creu. Els escriptors eclesiàstics posteriors la van elogiar i van aconseguir la seva canonització.
Va morir vers el 328 dC a una edat força avançada. El seu nom fou donat a una ciutat de Síria i una de Bitínia (que es van dir Hel·lenòpolis), a un districte de la costa del Pont (Hel·lenopont) i a Elna (Rosselló, a la Catalunya Nord), fins aleshores anomenada amb el terme iberobasc Illiberis (la forma actual Elna és una evolució d'Helena).
Va ser sebollida a un mausoleu vora l'església dels sants Marcel·lí i Pere, a Roma. Als Museus Vaticans es conserva un sarcòfag de pòrfir anomenat de Santa Helena. Per la temàtica militar i cinegètica dels relleus, s'ha discutit que fos el seu i potser, si n'era, havia estat preparat per al seu fill Constantí.

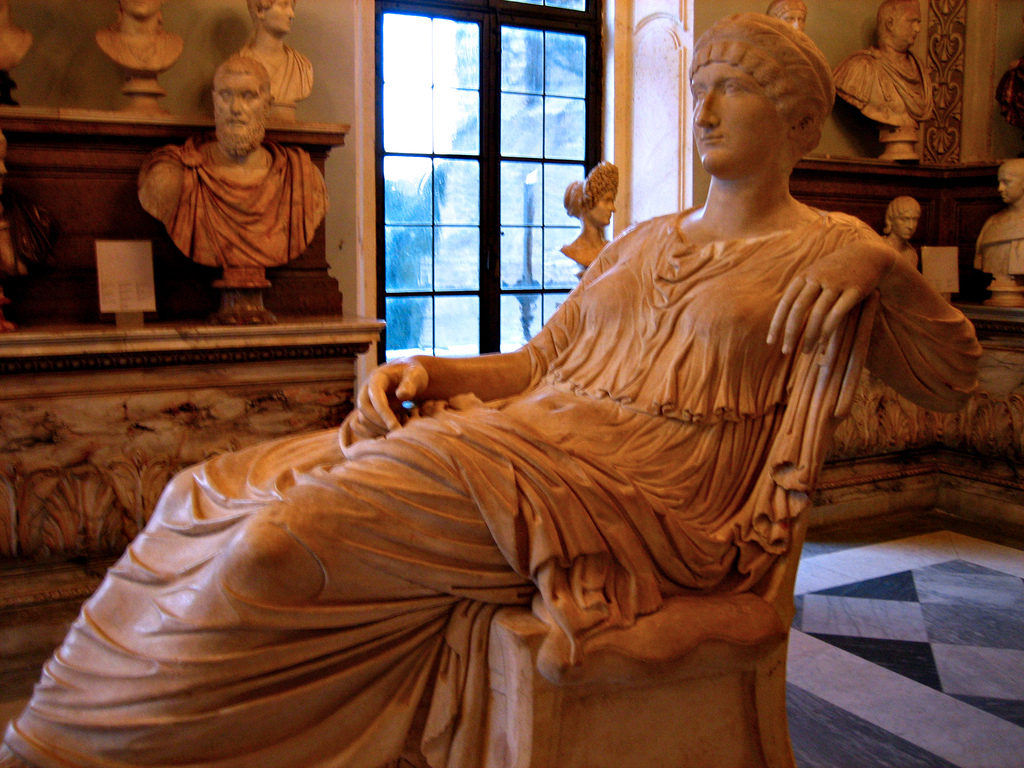
Escultura del s. IV de l'emperadriu (Roma, Musei Capitolini)
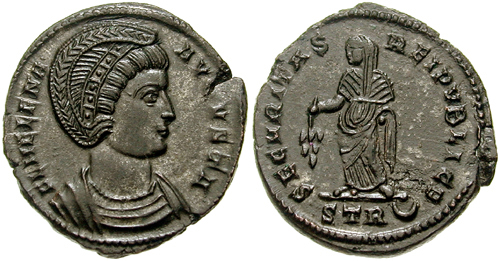
Moneda d'Helena de Constantinoble
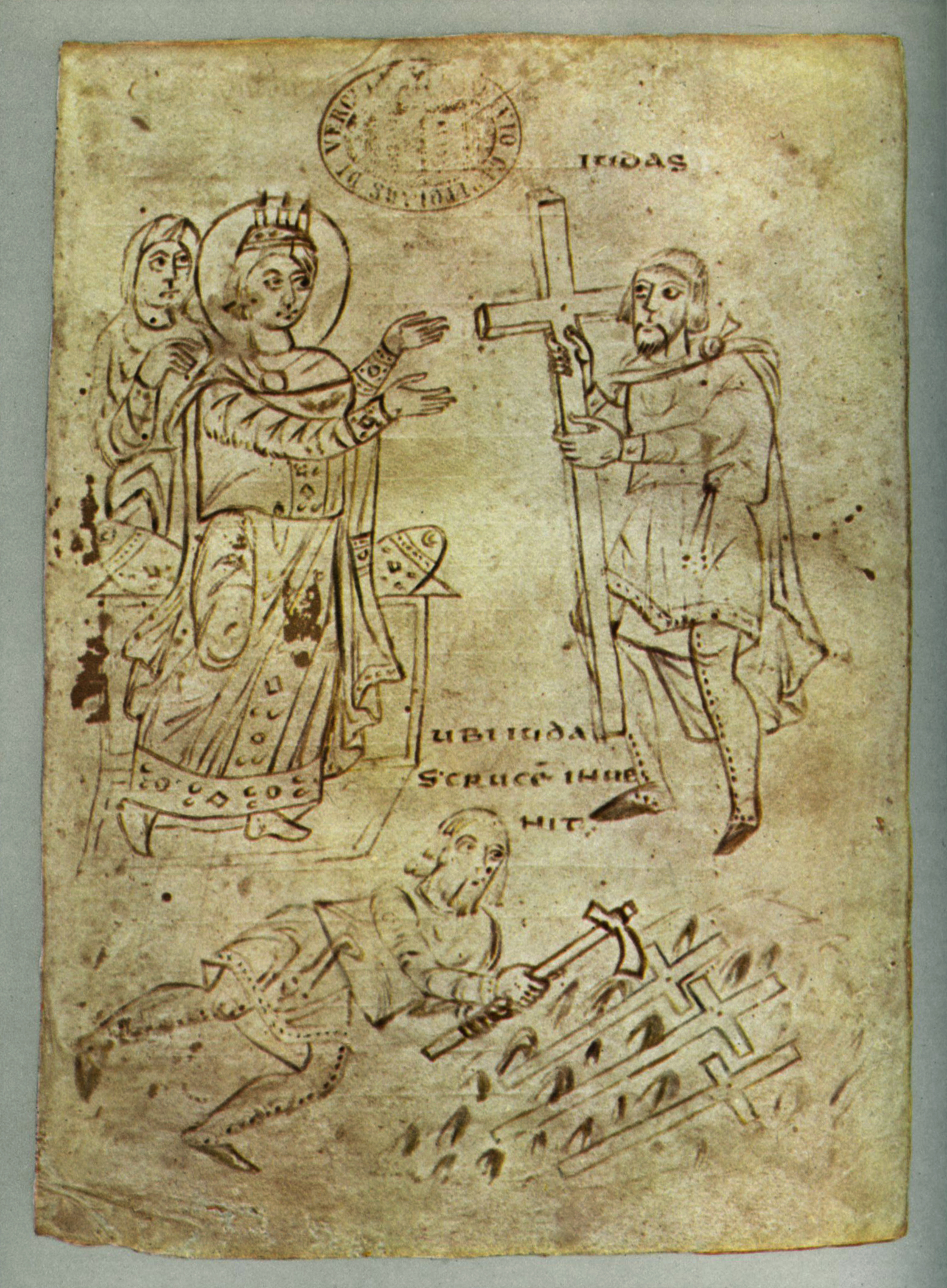
Helena troba la Santa Creu, ca. 825 (manuscrit a la Biblioteca Capitolare, Vercelli)
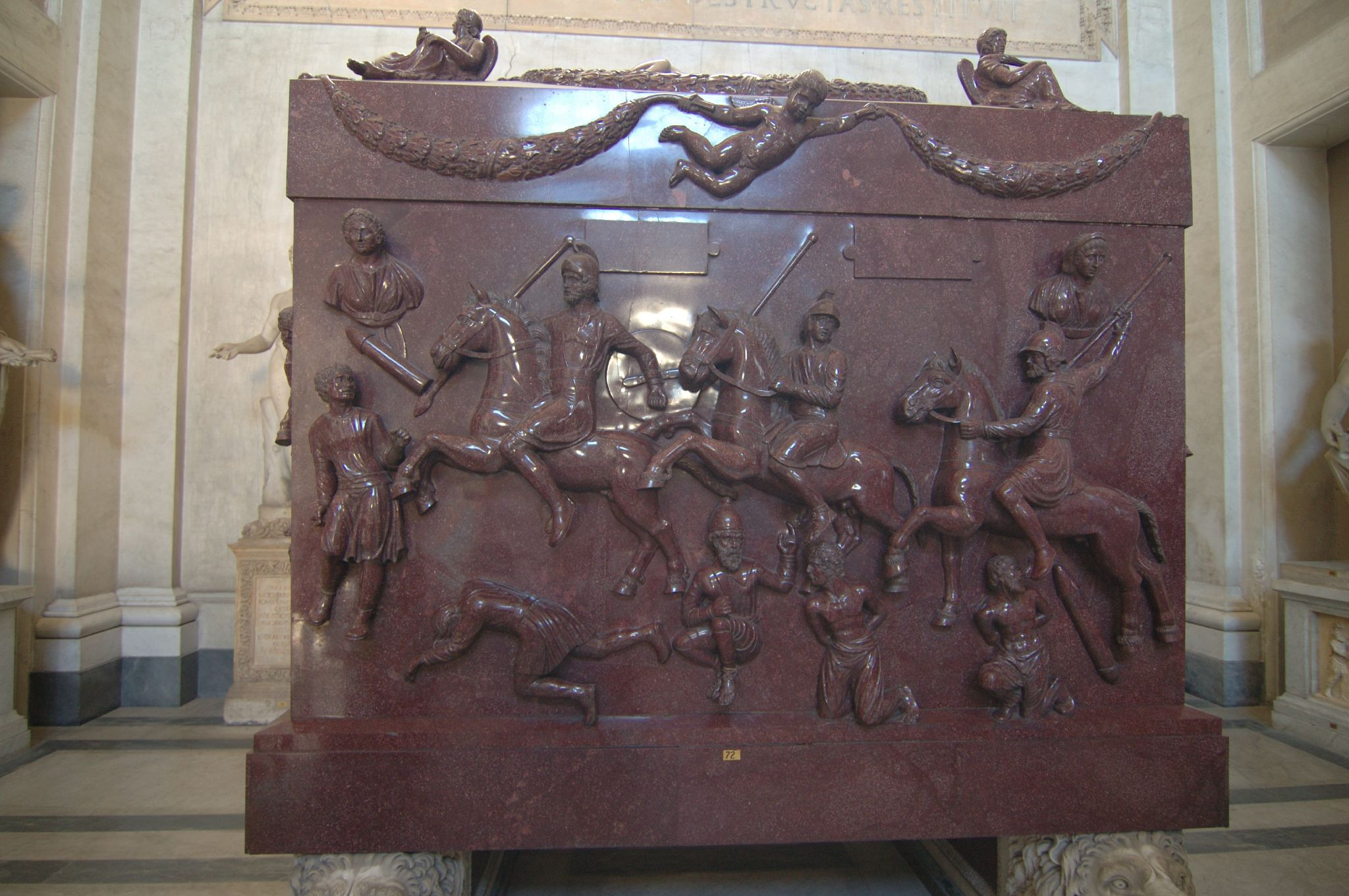
L'anomenat sarcòfag de Santa Helena (Musei vaticani)

## Veneració com a santa
És considerada santa a la majoria de confessions cristianes, per la seva pietat i la tasca de cerca de les relíquies de la passió i de fundació d'esglésies i monestirs. La seva festa (com a santa de l'Església Catòlica Romana) és el 18 d'agost.

### Invenció de la Creu

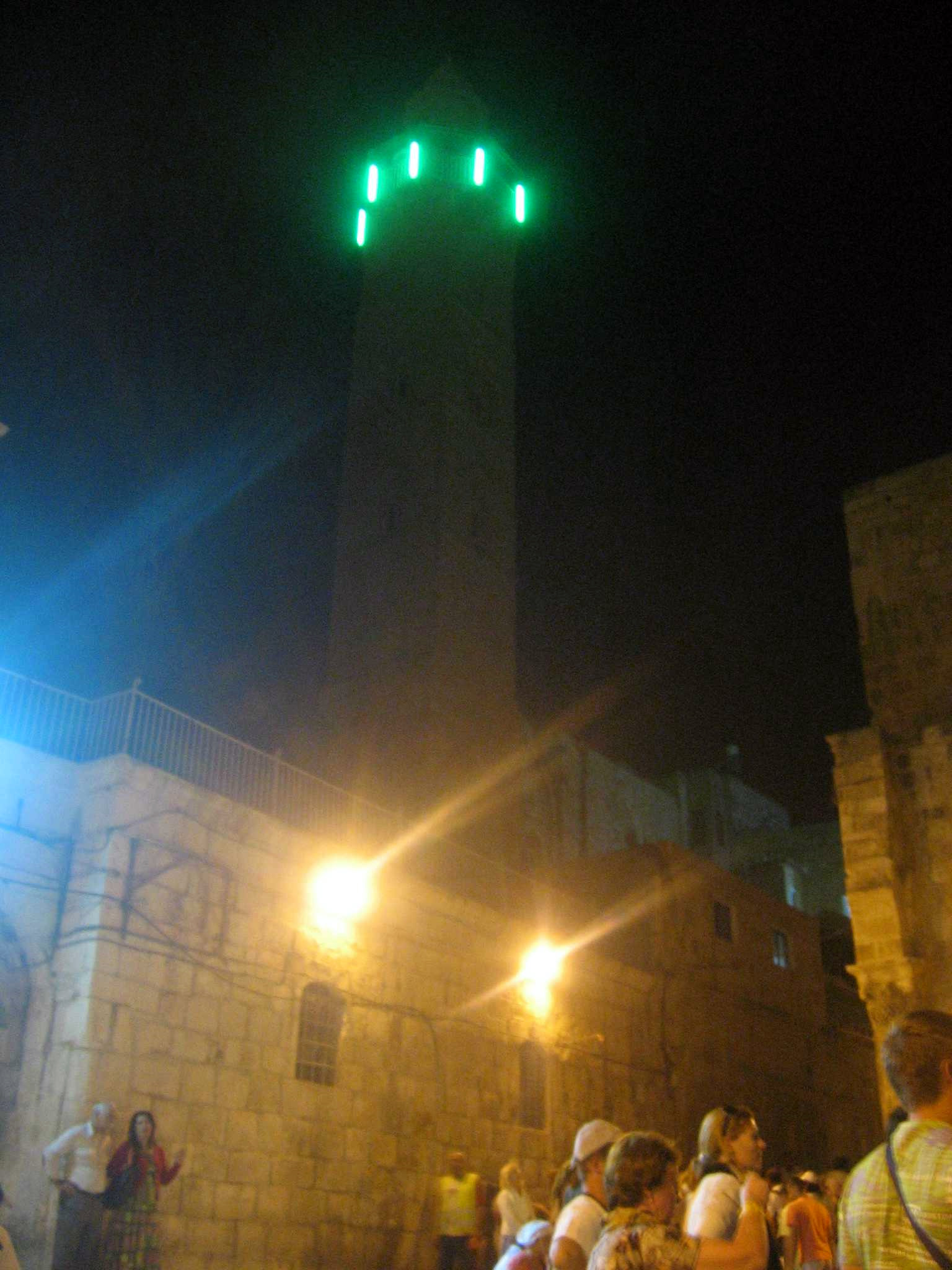
La Basílica del Sant Sepulcre de Jerusalem

Eusebi de Cesarea va descriure el seu pelegrinatge a Palestina i a altres províncies orientals. Tradicionalment es considera que va trobar les relíquies de la Veracreu de Crist i que portà l'Escala Santa de Jerusalem a Roma.
Probablement no va ser l'emperadriu que descobrís la creu, però el fet que Eusebi narrés el viatge a Jerusalem com un pelegrinatge, va fer que la tradició relacionés aquest viatge amb la troballa de la relíquia. Consta el culte a la Veracreu a la Basílica del Sant Sepulcre de Jerusalem durant el segon quart del segle iv. Ciril de Jerusalem apunta en una carta de 351 que la creu s'havia trobat durant el regnat de Constantí I. La llegenda de la troballa per Helena deu haver nascut en aquest període i es va difondre arreu molt ràpidament.
De fet, n'hi ha tres versions de la trobada de la creu, anomenada des de llavors Invenció de la Santa Creu. En una el descobriment s'atribueix només a Helena, en la segona s'atribueix a una llegendària emperadriu del segle i, Protonike, i la tercera narra que Helena va comptar amb l'ajut del jueu Judà, que es va convertir i va ser batejat com a Ciríac (Kyriakos). Aquesta va ser la versió més difosa, possiblement pels trets antisemítics.
La basílica de la Santa Creu de Jerusalem, a Roma, es va construir sobre el Palatium Sessorianum, residència de l'emperadriu, per hostatjar-hi les relíquies que havia portat des de Jerusalem. L'autenticitat de moltes d'elles està qüestionada, però la tradició fa que hagin estat venerades durant segles com a veritables. A més d'una part de la Veracreu (la major part es va portar després a la basílica de Sant Pere del Vaticà en 1629), hi ha: part del Titulus Crucis (el rètol que es va penjar a la creu amb la inscripció INRI), dues espines de la corona, la Santa Esponja, part d'un clau i part de la creu on va ser crucificat el Bon Lladre. A més, fragments del pilar on va ser lligat Crist quan va ser fuetejat, fragments del Sant Sepulcre, un dit de Sant Tomàs apòstol i fustes del pessebre de Betlem.
A banda, altres relíquies com la túnica de Crist, que va dipositar a Trèveris i d'altres, com la corda amb què van lligar Crist a la creu, que va deixar a Xipre.

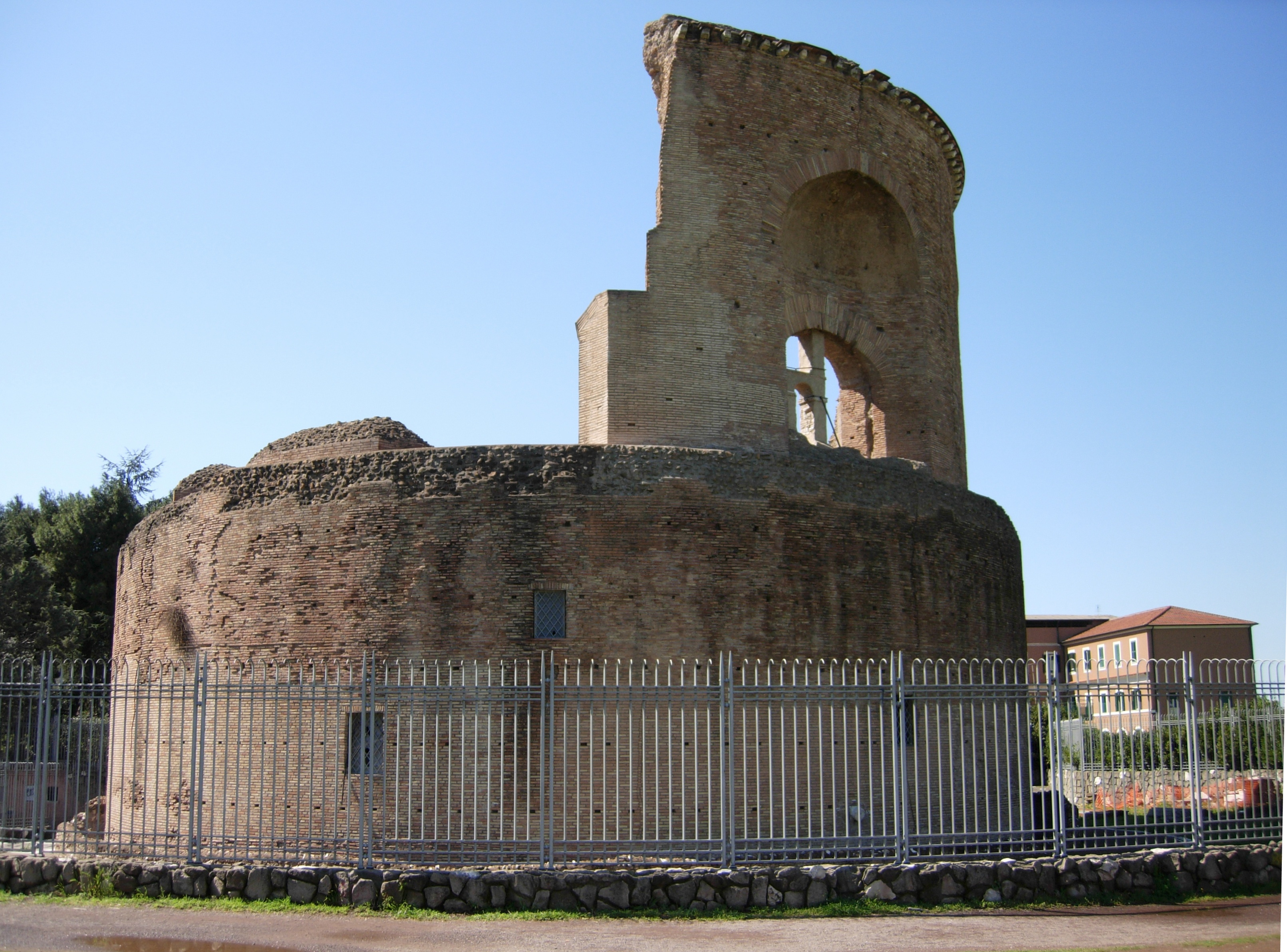
Antic mausoleu d'Helena, a Roma
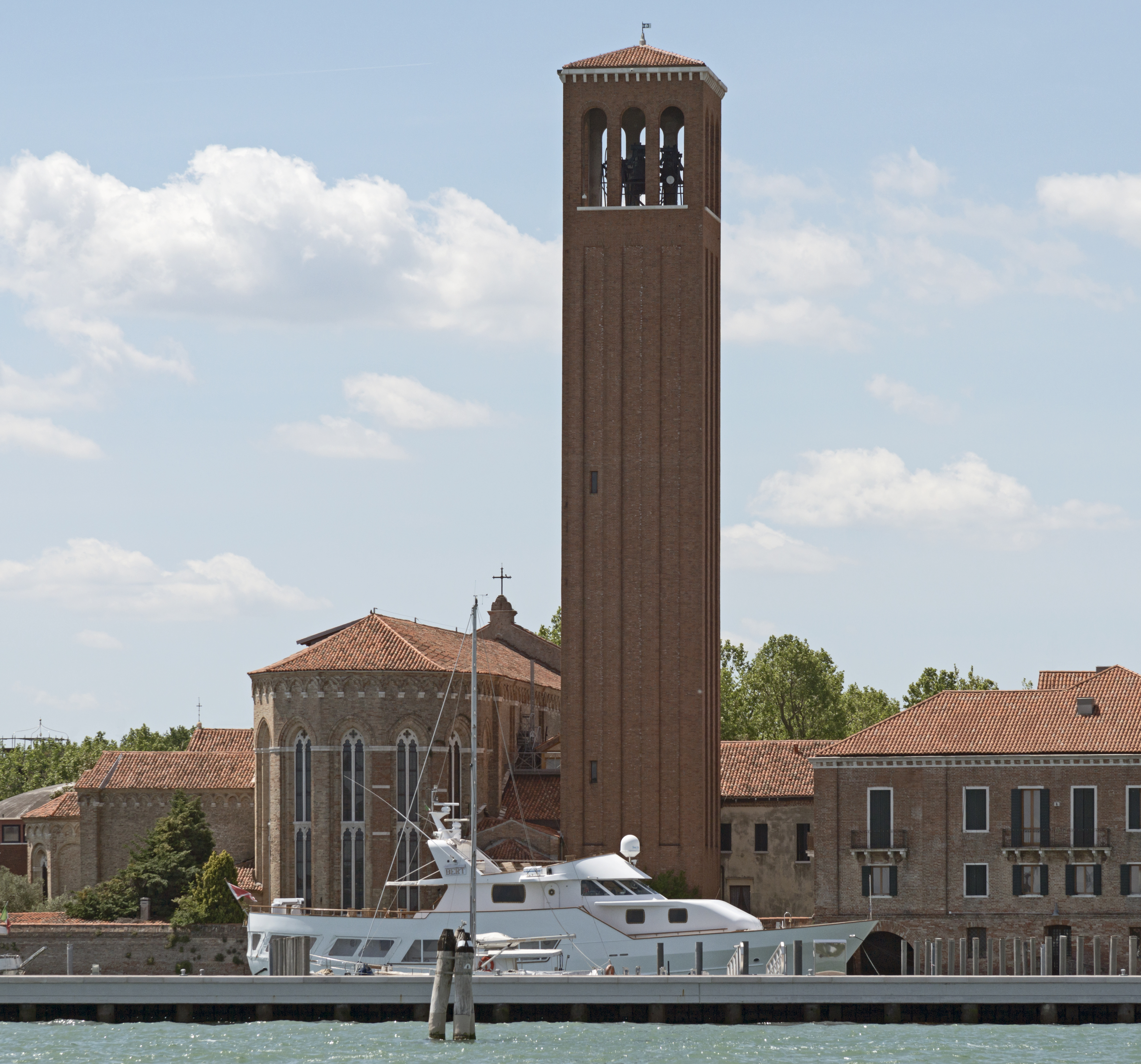
Església de Santa Helena de Venècia
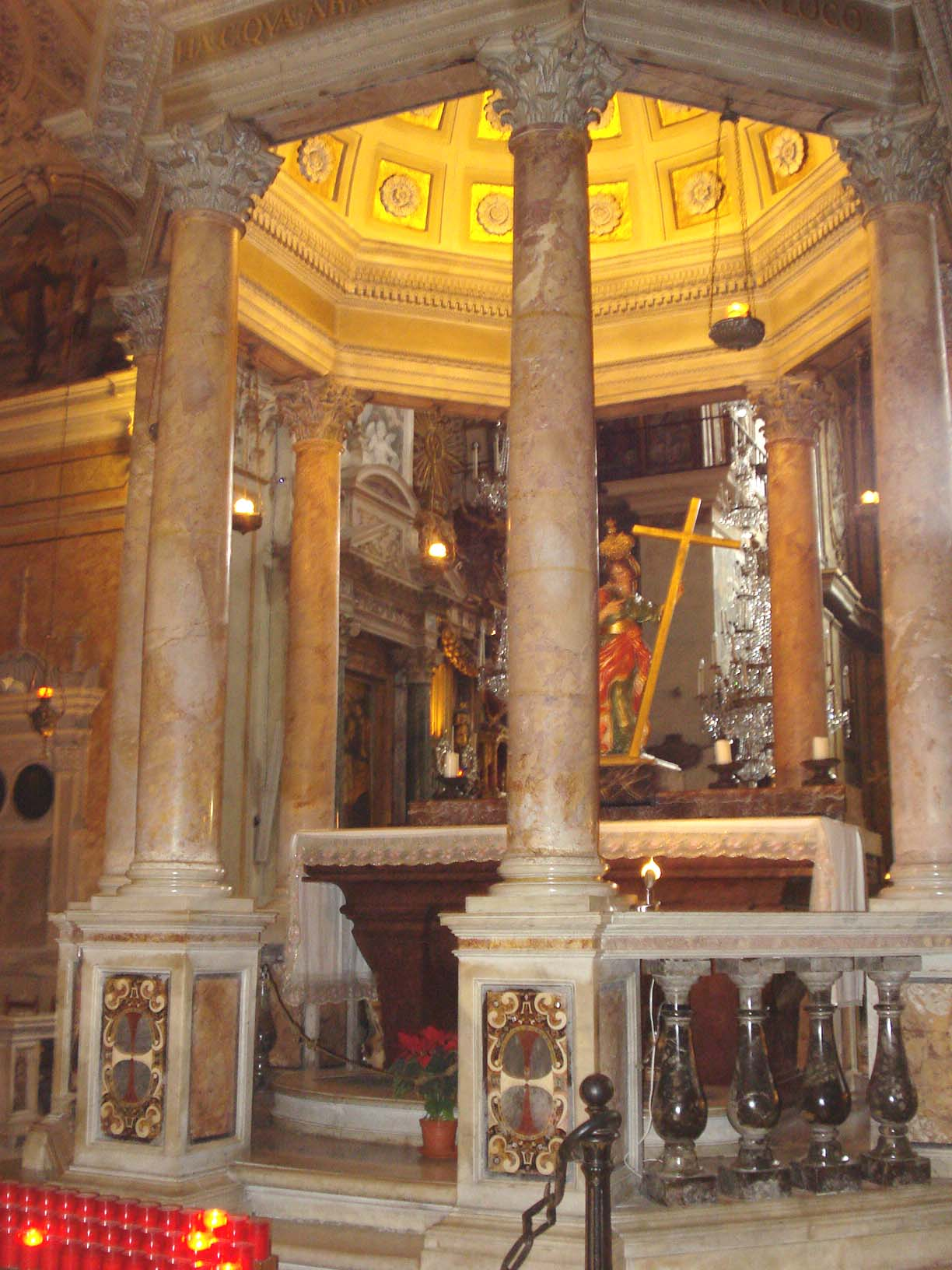
Altar de Santa Elena, on suposadament en són les restes (Roma, S. Maria in Ara Coeli)
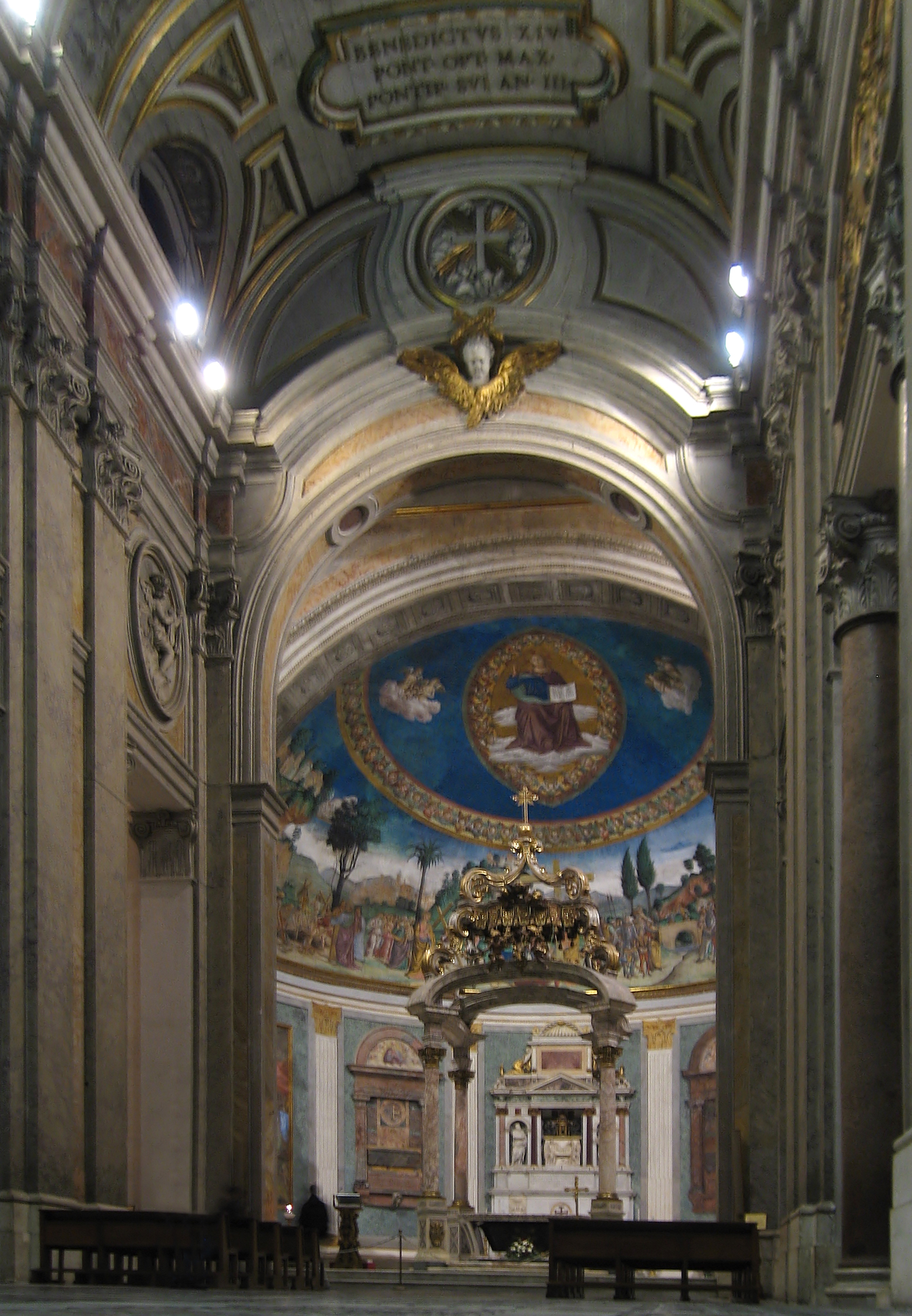
Nau de la basílica de la Santa Creu de Jerusalem (Roma), edificada sobre el palau de Santa Helena per a hostatjar-hi les relíquies portades de Jerusalem
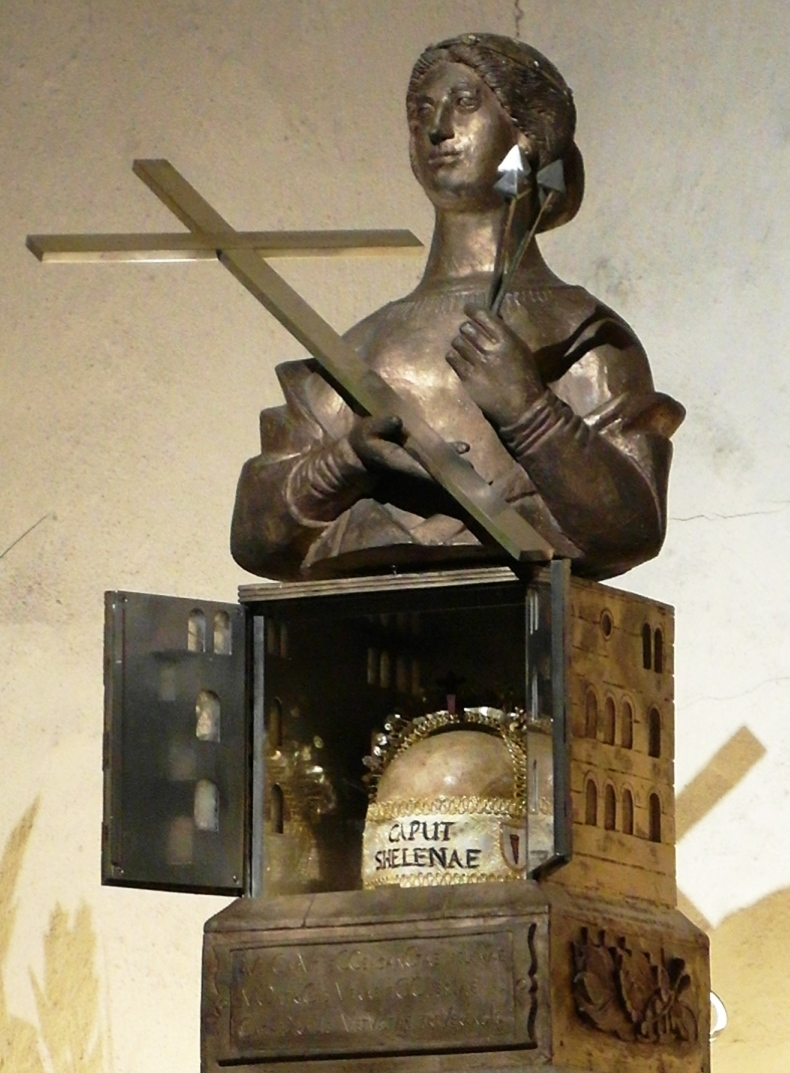
Suposada relíquia del crani de la santa a la catedral de Trèveris, diferent de la relíquia de Venècia

### Relíquies de Santa Helena
Les relíquies de Santa Helena van ser traslladades des del seu mausoleu: la tradició romana diu que a l'església d'Ara Coeli, de Roma, on es veneren a l'altar de la santa. Sembla, però, que les relíquies passaren a l'església de Santa Elena de Venècia, que es va aixecar en 1028, per a hostatjar-les. En 1810, quan la invasió napoleònica, l'església va ser secularitzada i les despulles de la santa enviades a Roma, a la Basílica de Sant Pere. El 1928, l'església veneciana va tornar a obrir al culte i va recuperar l'urna de les relíquies, on hi ha el crani de la santa revestit amb una màscara d'argent.

## Iconografia
Obresː
- Llegenda de la Vera Creu, de Piero della Francesca Església de sant Francesc, Arezzo.
- Retaule de santa Helena, de Pere Fernàndez. Segle XVI. Catedral de Girona
- Estàtua que corona la fletxa del cimbori de la catedral de Barcelona, obra d'Eduard Alentorn (1910)